# Perkebunan Sungai Lala
Perkebunan Sungai Lala is een bestuurslaag in het regentschap Indragiri Hulu van de provincie Riau, Indonesië. Perkebunan Sungai Lala telt 3523 inwoners (volkstelling 2010).